# Женска кошаркашка репрезентација Словеније
Женска кошаркашка репрезентација Словеније представља Словенију на међународним кошаркашким такмичењима и под контролом је Кошаркашког савеза Словеније (КЗС).

## Учешће на међународним такмичењима

### Олимпијске игре
| Година                                                                           | Турнир                | Пласман               | ИГ                    | П                     | И                     | ДК                    | ПК                    | Разл.                 |
| -------------------------------------------------------------------------------- | --------------------- | --------------------- | --------------------- | --------------------- | --------------------- | --------------------- | --------------------- | --------------------- |
| За раније наступе погледајте чланак Женска кошаркашка репрезентација Југославије |                       |                       |                       |                       |                       |                       |                       |                       |
| 1992 - данас                                                                     | Нису се квалификовали | Нису се квалификовали | Нису се квалификовали | Нису се квалификовали | Нису се квалификовали | Нису се квалификовали | Нису се квалификовали | Нису се квалификовали |
| Укупно                                                                           | 0 учешћа              |                       |                       |                       |                       |                       |                       |                       |

### Светска првенства
| Година                                                                           | Турнир                | Пласман               | ИГ                    | П                     | И                     | ДК                    | ПК                    | Разл.                 |
| -------------------------------------------------------------------------------- | --------------------- | --------------------- | --------------------- | --------------------- | --------------------- | --------------------- | --------------------- | --------------------- |
| За раније наступе погледајте чланак Женска кошаркашка репрезентација Југославије |                       |                       |                       |                       |                       |                       |                       |                       |
| 1994 - данас                                                                     | Нису се квалификовали | Нису се квалификовали | Нису се квалификовали | Нису се квалификовали | Нису се квалификовали | Нису се квалификовали | Нису се квалификовали | Нису се квалификовали |
| Укупно                                                                           | 0 учешћа              |                       |                       |                       |                       |                       |                       |                       |

### Европска првенства
| Година                                                                           | Турнир                        | Пласман               | ИГ                    | П                     | И                     | ДК                    | ПК                    | Разл.                 |
| -------------------------------------------------------------------------------- | ----------------------------- | --------------------- | --------------------- | --------------------- | --------------------- | --------------------- | --------------------- | --------------------- |
| За раније наступе погледајте чланак Женска кошаркашка репрезентација Југославије |                               |                       |                       |                       |                       |                       |                       |                       |
| 1993 - 2015.                                                                     | Нису се квалификовали         | Нису се квалификовали | Нису се квалификовали | Нису се квалификовали | Нису се квалификовали | Нису се квалификовали | Нису се квалификовали | Нису се квалификовали |
| 2017.                                                                            | Први круг                     | 14. место             | 3                     | 1                     | 2                     | 196                   | 214                   | -18                   |
| 2019.                                                                            | Квалификације за четвртфинале | 10. место             | 4                     | 1                     | 3                     | 270                   | 290                   | -20                   |
| 2021.                                                                            | Квалификације за четвртфинале | 10. место             | 4                     | 2                     | 2                     | 295                   | 313                   | -18                   |
| 2023.                                                                            | Групна фаза                   | 15. место             | 3                     | 0                     | 3                     | 201                   | 215                   | -14                   |
| Укупно                                                                           | 4 учешћа                      |                       | 14                    | 4                     | 10                    | 962                   | 1032                  | -70                   |